# Джордан Нагай
Джордан Нагай (англ. Jordan Nagai; нар. 5 лютого 2000) — колишній американський актор озвучування. Найбільш відомий роллю Рассела у мультфільмі «Вперед і вгору» (2009).

## Кар'єра
Спочатку на роль Рассела у «Вперед і вгору» пробувався старший брат Нагая, Хантер. Режисер мультфільму Піт Доктер згадує: «Як тільки пролунав голос Джордана, ми почали посміхатися. Він привабливий, невинний та милий і відрізняється від того, що я спочатку уявляв». Близько 400 дітей прийшли на прослуховування, але Нагай виділявся тим, що весь час не припиняв говорити. Тим не менш, коли він отримав роль, Доктеру довелося всяко заохочувати хлопця до зачитування реплік. Рассел, герой Нагая у фільмі «Вперед і вгору», став першим персонажем — американцем азіатського походження у стрічці Pixar.
Нагая також можна почути в епізоді «Сімпсонів» під назвою «O Brother, Where Bart Thou?». Він озвучив сироту Чарлі, який допомагає Барту в пошуках братика. Серія вийшла в ефір 12 грудня 2009 року. Відтоді Нагай замість продовження акторської роботи вирішив почати кар'єру в галузі біології та управління охороною здоров'я.

## Фільмографія

### Кіно
- «Вперед і вгору» (2009) — Рассел (озвучування)
- «Особлива місія Дага» (2009) — Рассел (озвучування)

### Телесеріали
- «Сімпсони» (епізод «O Brother, Where Bart Thou?») — Чарлі (озвучування)
- «Дні Дага» (Епізод «Science») — Рассел (озвучування; архівні записи)

### Відеоігри
- Up (2009) — Рассел (озвучування)

## Відзнаки
2010 року організація East West Players визнала Нагая акторським проривом року.